# 今福愛志
今福 愛志（いまふく あいし、1941年 - ）は、日本の会計学者。日本大学経済学部教授を経て、現在、日本大学名誉教授。元公認会計士試験委員。税理士試験委員。博士（経済学）（武蔵大学）。

## 略歴
- 1941年 東京都八王子市生まれ：1960年 富士電機製造東京本社勤労部（1963年退職）：1965年 日本大学商学部商業学科卒業：1967年 明治大学大学院経営学研究科修士課程修了（指導教授　不破貞春）：1967年 国際大学(現　沖縄国際大学）専任講師（1968年退職）：1971年 明治大学大学院商学研究科博士課程修了（指導教授　不破貞春）。
- 1971年 日本大学経済学部助手：1981年 日本大学経済学部教授。
- 1981年  ミシガン大学、ペイトン・アカウンティング・センター 客員研究員。Abraham J. Briloff（ニューヨーク市立大学バルック校distinguished professor)の推薦 でPaton Accounting Center 所長であるRobert Mautz教授のもとで学ぶ（1982年まで）。研究テーマ「現代米国会計学の位置づけ」。
- 1992年 日本会計学会学会賞（「会計基準の展開と米国会計学の位置」『會計』141巻1号（1991年））。
- 1992年  ニューヨーク州立大学バッファロー校 Robert Chatov准教授(主要著書：Corporate Finacial Reporting -Public or Public Control, The Free Press, 1975）のもとで、客員研究員として年金会計論を研究する。
- 1992年 日本公認会計士協会学術賞（対象著書『会計政策の現在』（同文舘）。
- 1993年 博士（経済学）（武蔵大学）の学位を取得、対象論文「会計政策の現在」。
- 1996年　東北大学大学院経済学研究科講師（夏季集中講義）。
- 1997年 大蔵省企業会計審議会年金部会臨時委員（1998年まで）：
- 1998年 公認会計士試験委員（2000年まで）。
- 1997年　大分大学経済学部集中講義。
- 2000年 中央大学大学院商学研究科講師（2012年まで）。武蔵大学経済学部講師(2000年まで）。
- 2003年 ハワイ大学会計学部客員研究員（2004年まで）。Robert Young教授のもとで、「企業統治の会計学に関する国際比較」に関して研究する。
- 2008年 税理士試験委員（2011年まで）。
- 2011年 定年退職:『今福愛志定年退職記念号』（『経済集志』日本大学経済学部、第81巻第3号、2011年10月）。
- 学部非常勤講師（2016年3月まで）：大学院非常勤講師(2021年3月まで）。
- 2012年1月　日本大学名誉教授。
- 2021年 瑞宝中綬章を受章[1][2]。

## 主要著書

### 単著
- 『現代の企業会計』森山書店 1980年
- 『会計政策の現在』（日本公認会計士協会学術賞）同文舘 1991年 （本書の翻訳版ではないが、ほぼ全訳の韓国版がある。鄭鎮守著『現代会計政策論（현대회계정책론）』圓光大学校出版局、1995年）。）
- 『企業年金会計の国際比較』中央経済社 1996年
- 『年金の会計学』新世社、2000年
- 『労働債務の会計』白桃書房 2001年
- 『企業統治の会計学』中央経済社 2009年
- 『今 福 愛 志の書評集-会計学を読む』（私家版）谷（やじま）島、2011年（国内外の著書・論文・資料など54編の書評を収録）

### 共編著
- 『退職給付会計:制度・実務・分析』中央経済社 2000年
- 『企業統治の会計』東京経済情報出版 2003年
- 『財務報告のための割引キャッシュフロー計算』北村敬子・今 福 愛 志編著、中央経済社 2000年
- 『日米における会計の実態調査』（『産業経営動向調査書（第7号）』代表者　今 福 愛 志、日本大学経済学部産業経営研究所、1985年
- A Comparative　Study on Accounting Policy between Japanese and the U.S. Companies, ed. Aishi Imafuku, The Institute of Business Research, Nihon University, 1986.
- Collected Writings of DR Scott with Commentary, 2nd edition, ed. Kvam, Robert L.,  Haseman, Wilber, C., and Elam, Rick, University of Missouri-Columbia,  Aishi Imafuku, "The Revival of DR Scott's Accounting Theory in Japan," 1982 .

### 共訳書
●D.R .ラッド『 現代会社会計論』不破貞春・今 福 愛 志共訳、同文舘 、1970年
●W.A.ペイトン『 会社利潤論』原亨・今 福 愛 志共訳、千倉書房 、1974年
● A.T.マックリーン『ECにおける企業と会計』名東孝二監訳、日本生産性本部、1977年
●フィッチ/オッペンハイマー『だれが会社を支配するか』岩田巌/高橋昭三監訳　ミネルバヴァ書房、 1978年
●A.J.ブリロフ 『現代企業と不正経理』熊野実夫・今 福 愛 志・中根敏晴共訳マグロウヒル好学社、 1980年
●『アメリカ公会計原則』菊池祥一郎監訳、同文舘、1986年